# Arawus
Arawus – wieś w Armenii, w prowincji Sjunik. W 2011 roku liczyła 171 mieszkańców.